# Sisi-Kapelle

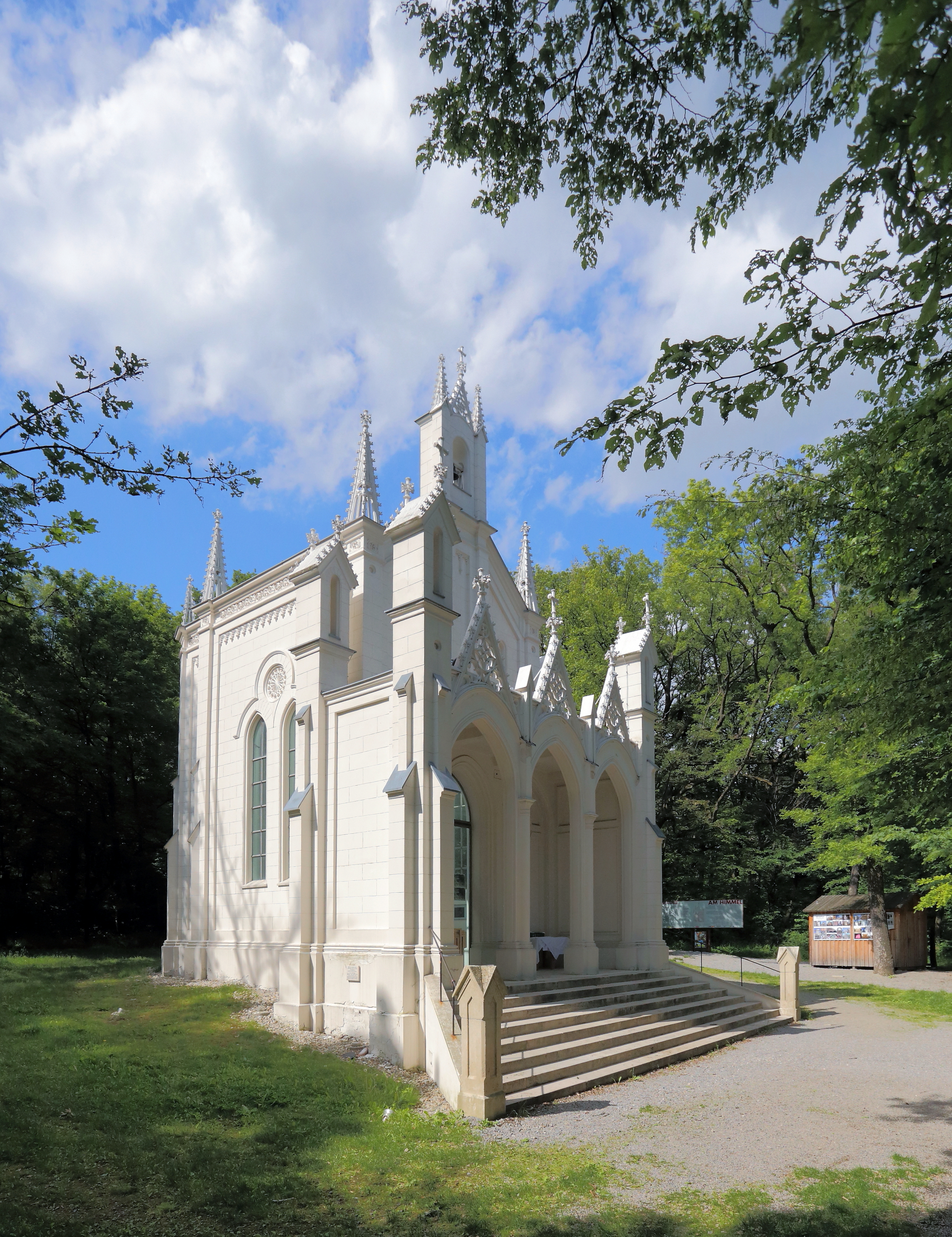
Sisi-Kapelle

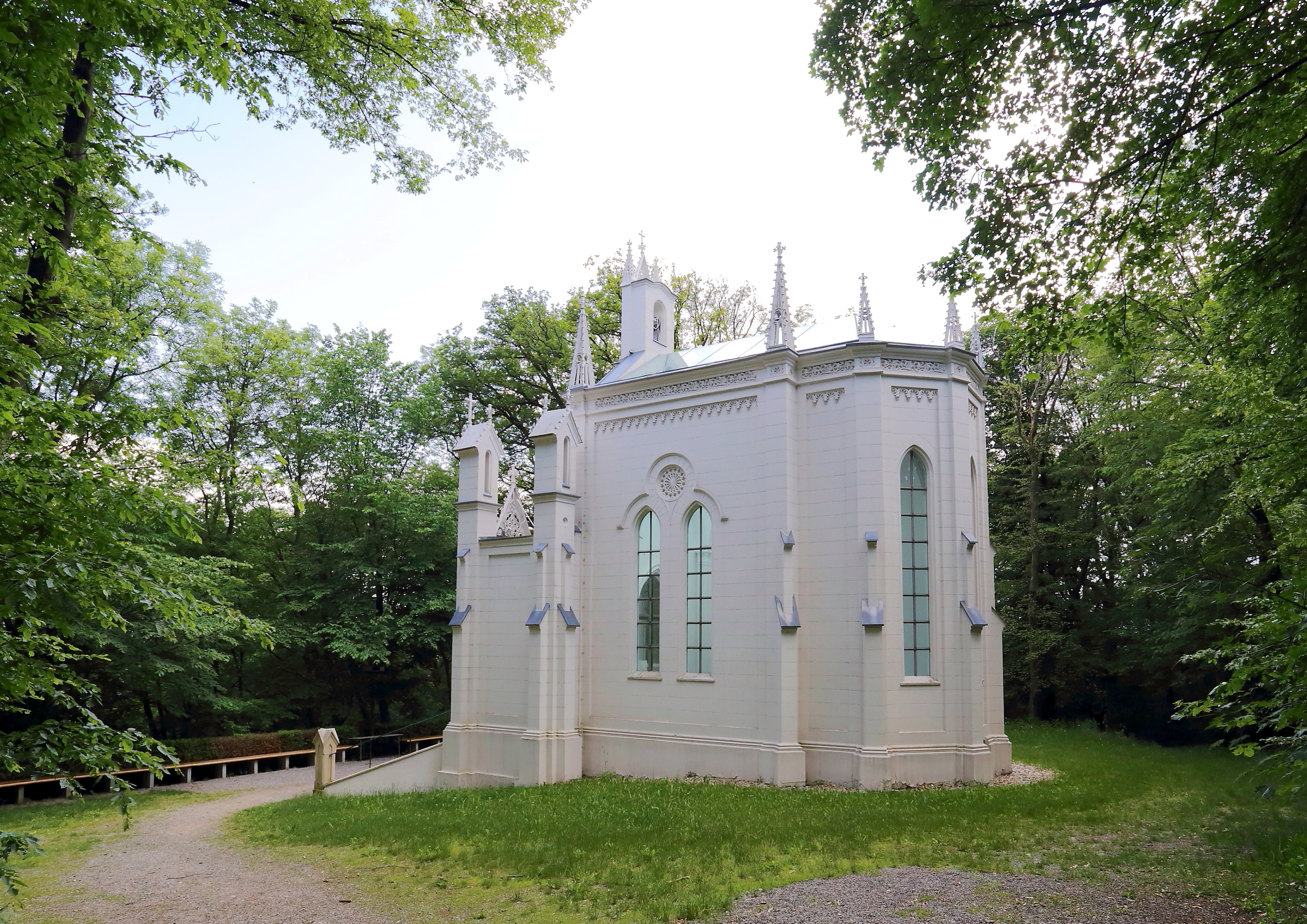
Nordostansicht der Sisi-Kapelle

Die Sis(s)i-Kapelle ist eine am Pfaffenberg (Wienerwald) gelegene Kapelle im Wiener Stadtteil Sievering (Bezirk Döbling) nahe dem Gspöttgraben auf etwa 360 m ü. A.

## Geschichte
Die neugotische Sisi-Kapelle wurde zu Ehren der Vermählung des Kaiserpaares Elisabeth und Franz Joseph am 24. April 1854 in Wien errichtet. Johann Carl Freiherr von Sothen beauftragte hierzu den Architekten Johann Garben mit der Planung der Kapelle Am Himmel, einem Bereich des Wienerwaldes in Sievering. Neben dem Gedächtnis an das historische Ereignis sollte die Kapelle auch als zukünftige Grabstelle für den Auftraggeber und dessen Gemahlin Franziska dienen. In den Jahren 1854 bis 1856 wurde die Kapelle schließlich nach den von Garben erstellten Plänen errichtet, wobei von Sothen damit den Stadtbaumeister Josef Kastan beauftragte. Nach der Fertigstellung der Kapelle wurde diese schließlich am 31. Juli 1856 den Namenspatronen des Kaiserpaares, der heiligen Elisabeth, dem heiligen Franz von Assisi und dem heiligen Josef, geweiht.
Im Zweiten Weltkrieg wurde die Kapelle stark beschädigt und danach dem Verfall preisgegeben. Aus Angst vor Vandalenakten wurde das Altarbild demontiert. 1997 erwarb das Kuratorium Wald große Teile des Areals Am Himmel, kaufte 2002 auch die Kapelle um 3500 Euro von der Caritas an und initiierte schließlich deren Renovierung als Teil der Gesamtrevitalisierung des Areals (Lebensbaumkreis, Weinberg, Kinderspielplatz, Café-Restaurant „Oktogon“). Die mehrjährigen Arbeiten, die insgesamt 1,1 Mio. Euro kosteten und teilweise vom Wiener Altstadterhaltungsfonds finanziert wurden, waren 2005 abgeschlossen. Dabei wurde der Innenraum zu einem Erlebnisraum umgestaltet, der die Verbindung von Natur und Kultur spürbar machen soll. Dies wird vor allem durch ein neu errichtetes Glasdach erreicht. Darüber hinaus stellen vierzehn in die Wand eingelassene Bildschirme eine Art Leidensweg der Natur durch Eingriffe des Menschen szenisch dar.